# Bengt Cederquist
Bengt Erik Haeger Cederquist, född den 19 december 1916 i Stockholm, död den 15 november 1985 i London, var en svensk jurist. Han var son till Erik Cederquist.
Cederquist avlade studentexamen 1936 och juris kandidatexamen vid Stockholms högskola 1941. Han genomförde tingstjänstgöring vid Stockholms rådhusrätt 1941–1942. Cederquist var anställd vid Indrivningsbyrån 1942–1947, sekreterare i Svenska bokförläggareföreningen 1947–1948, ombudsman i Bonnierkoncernen och vice verkställande direktör vid Albert Bonniers förlag 1948–1953. Han blev ledamot av Sveriges advokatsamfund 1955. Cederquist innehade en egen advokatbyrå i Stockholm 1953–1979 och var föreståndare för Advokatfirman Cederquists Londonfilial från 1979. Han är begravd på Lidingö kyrkogård.